# В полунощ
В полунощ е българска телевизионна новела от 1970 година по сценарий Любомир Пенков. Режисьор е Асен Траянов, а оператор Христо Тотев. Музикален оформител е Снежана Мойнова .

## Актьорски състав
| В главните роли | Изпълнител       |
| --------------- | ---------------- |
| пътникът        | Никола Анастасов |
| домакинът       | Петър Димов      |
| домакинята      | Вера Среброва    |
| шофьорът        | Добри Добрев     |
| барманът        | Антон Деветаков  |